# Karl Alexander Müller
Karl Alexander Müller (Basilea, 20 aprile 1927 – Zurigo, 9 gennaio 2023) è stato un fisico svizzero, vincitore del Premio Nobel per la fisica nel 1987.

## Biografia
Laureatosi nel 1958 all'Istituto federale svizzero di tecnologia, Müller fu lo scopritore, assieme a Johannes Georg Bednorz, dei primi materiali superconduttori ad alta temperatura. Una fase di La-Sr-Cu-O da loro studiata rivelò possedere una temperatura critica {\displaystyle T_{c}} di circa 35 K (-238 °C). Sino a quel momento la temperatura critica più alta che si era riusciti ad ottenere era di 23 K.
Per tale scoperta, avvenuta nel 1986 all'IBM di Zurigo, Müller venne insignito, assieme al collega, del premio Nobel per la fisica nel 1987.

## Riconoscimenti
Nel corso della sua carriera, Müller vinse numerosi premi, tra cui: